# زانيات (رتبة نباتات)
الزانيّات أو البلوطيات (الاسم العلمي: Fagales) هي رتبة من النباتات تتبع الطبقة الورداوايات من طائفة ثنائيات الفلقة. تضمّ ثماني فصائل أهمها الزانية والقضبانية والكازارينية.

## التصنيف
- الجوزية
  - الجوزية
    - الجوزية
      - الجوزاوات
- الزانية أو البلوطية (باللاتينية: Fagaceae)
- الجوزية (باللاتينية: Juglandaceae)
- الشمعائية (باللاتينية: Myricaceae)
- القضبانية (باللاتينية: Betulaceae)
- الكازارينية (باللاتينية: Casuarinaceae)
- النوتوفاغوسية (باللاتينية: Nothofagaceae)